# Sci di fondo ai I Giochi olimpici invernali - 18 km maschile
La competizione dei 18 km di sci di fondo dei I Giochi olimpici invernali si disputò il 2 febbraio 1924 a partire dalle 9:30 e presero il via 41 atleti di 12 diverse nazionalità. La pista, assai ghiacciata, copriva un dislivello di 170 m (da 1.000 a 1.170 m s.l.m.) e costituiva un anello con partenza e arrivo nello Stadio olimpico di Chamonix.

## Risultati
| Pos.    | Atleta                 | Nazione        | Tempo     |
| ------- | ---------------------- | -------------- | --------- |
| Oro     | Thorleif Haug          | Norvegia       | 1:14'31"4 |
| Argento | Johan Grøttumsbråten   | Norvegia       | 1:15'51"0 |
| Bronzo  | Tapani Niku            | Finlandia      | 1:16'26"0 |
| 4       | Jon Mårdalen           | Norvegia       | 1:16'56"8 |
| 5       | Einar Landvik          | Norvegia       | 1:17'27"4 |
| 6       | Per-Erik Hedlund       | Svezia         | 1:17'49"0 |
| 7       | Matti Raivio           | Finlandia      | 1:19'10"4 |
| 8       | Elis Sandin            | Svezia         | 1:19'24"0 |
| 9       | Torkel Persson         | Svezia         | 1:19'29"8 |
| 10      | Erik Winnberg          | Svezia         | 1:20'29"4 |
| 11      | Matti Ritola           | Finlandia      | 1:25'13"0 |
| 12      | Enrico Colli           | Italia         | 1:26'32"4 |
| 13      | Antonio Herin          | Italia         | 1:33'06"4 |
| 14      | Peter Schmid           | Svizzera       | 1:33'34"8 |
| 15      | Daniele Pellissier     | Italia         | 1:33'45"2 |
| 16      | Anton Collin           | Finlandia      | 1:33'54"6 |
| 17      | Štefan Hevák           | Cecoslovacchia | 1:34'43"4 |
| 18      | Antonín Gottstein      | Cecoslovacchia | 1:34'54"0 |
| 19      | Sigurd Overby          | Stati Uniti    | 1:34'56"0 |
| 20      | Gilbert Ravanel        | Francia        | 1:35'33"4 |
| 21      | Achille Bacher         | Italia         | 1:36'03"8 |
| 22      | Xaver Affentranger     | Svizzera       | 1:36'36"2 |
| 23      | Václav Jón             | Cecoslovacchia | 1:37'20"8 |
| 24      | František Hák          | Cecoslovacchia | 1:39'41"6 |
| 25      | Hans Eidenbenz         | Svizzera       | 1:39'51"8 |
| 26      | Alexandre Girard-Bille | Svizzera       | 1:41'43"4 |
| 27      | Franciszek Bujak       | Polonia        | 1:42'13"0 |
| 28      | Andrzej Krzeptowski    | Polonia        | 1:43'02"8 |
| 29      | Adrien Vandelle        | Francia        | 1:43'58"0 |
| 30      | John Carleton          | Stati Uniti    | 1:45'49"8 |
| 31      | István Déván           | Ungheria       | 1:50'20"8 |
| 32      | Zdenko Švigelj         | Jugoslavia     | 1:50'27"6 |
| 33      | Anders Haugen          | Stati Uniti    | 1:55'04"2 |
| 34      | Vladimir Kajzelj       | Jugoslavia     | 2:00'43"0 |
| 35      | Ragnar Omtvedt         | Stati Uniti    | 2:05'03"0 |
| 36      | Dušan Zinaja           | Jugoslavia     | 2:12'19"4 |
| -       | Béla Szepes            | Ungheria       | DNF       |
| -       | Mirko Pandaković       | Jugoslavia     | DNF       |
| -       | Martial Payot          | Francia        | DNF       |
| -       | Roberts Plūme          | Lettonia       | DNF       |
| -       | Denis Couttet          | Francia        | DNF       |